# García Loaysa y Girón
|  | No s'ha de confondre amb García de Loaysa y Mendoza, oncle d'aquest personatge.. |

García Loaysa y Girón (Talavera de la Reina, 1534 - Alcalá de Henares, 22 de febrer de 1599) va ser un religiós, escriptor i bibliòfil espanyol. Durant la seva vida va exercir diversos càrrecs, especialment a la cort de Felip II, on va ser almoiner reial, capellà major i mestre i preceptor del futur Felip III, els quals va combinar amb l'escriptura i l'acumulació de llibres a la seva biblioteca personal.

## Biografia
Va néixer el 1534 a Talavera de la Reina en el si d'una família acomodada, amb nombrosos parents que foren figures importants en la seva època. Va ser fill de Pedro Girón de Loaysa, oïdor del Consell Reial i cronista de Carles I, i de Mencía de Carvajal, ambdós naturals de Talavera. Entre altres familiars, García Loaysa era nebot de: fra García de Loaysa y Mendoza, cardenal arquebisbe de Sevilla i inquisidor general, de qui García pren el nom i el cognom, car el seu pare es deia Girón de primer cognom; fra Jerónimo de Loaysa, primer arquebisbe de Lima; i de Juan Suárez de Carvajal, bisbe de Lugo.
La seva educació la va iniciar a Talavera, amb la guia del seu oncle l'arquebisbe García de Loaysa, que el va nomenar ardiaca de la catedral de Sevilla. El 1564 és nomenat canonge de la catedral de Toledo, i l'ardiaca de Guadalajara, una de les dignitats de la seu toledana, que li va deixar el seu oncle Juan López de Carvajal. Durant aquest període continua els seus estudis a la Universitat de Salamanca amb el fi de perfeccionar el grec i llatí, passant a ser posteriorment col·legial del Colegio Mayor de San Ildenfoso de la Universitat d'Alcalá, on va estudiar filosofia, especialment interessat per l'aristotèlica, i teologia. Va doctorar-se de la darrera el 1567.
Va exercir altres càrrecs eclesiàstics al Consell de la Inquisició o com a procurador del Concili Provincial de Toledo el 1582. El 1584, Felip II el nomena almoiner reial, capellà major i a més el fa mestre i preceptor del príncep Felip, que llavors tenia 7 anys. Arran d'això, va estar present a les Corts de Montsó de 1592, on el príncep va jurar les lleis i els furs d'Aragó.
García Loaysa va mantenir unes excel·lents relacions amb el papa Climent VIII i el nunci apostòlic espanyol, tant que el 1597 papa desitjava crear-lo cardenal, però Felip II, ja ancià i malalt, va retenir-lo com a col·laborador a la cort. No obstant això, García va ser nomenat governador eclesiàstic de l'arquebisbat de Toledo per l'arxiduc Albert d'Àustria, abans que aquest es traslladi als Països Baixos espanyols. Poc després, el 18 de juliol de 1598, Climent VIII el nomenà arquebisbe de Toledo, després de la renúncia de l'arxiduc per casar-se amb la infanta Isabel Clara Eugènia. El cabildo de la ciutat de Toledo va enviar ràpidament quatre canonges per felicitar-lo. El 16 d'agost de 1598 era consagrat en aquest càrrec per Camilo Gaetani, membre del nunci apostòlic i patriarca d'Alexandria, assistit per altres prelats i presenciant la cerimònia Felip II des del seu llit, malalt de gravetat, a través de la finestra de la seva habitació que donava al presbiteri del monestir de San Lorenzo de El Escorial.
L'1 de setembre, García Loaysa administrava a Felip II la unció dels malalts. Al cap de pocs dies, el dia 13 de setembre, Felip II moria i García en presideix les exèquies, celebrant una Missa Pontifical de Rèquiem.
El dia 13 el canonge i degà de la seu toledana Pedro de Carvajal prenia possessió de l'arquebisbat en nom de García Loaysa. També malalt del que en l'època s'anomenava «dolor de costado», en què els metges hi englobaven malalties del pit que resultaven doloroses,, Loaysa es va traslladar a Alcalá de Henares el gener de 1599 en vistes de traslladar-se a Toledo, però el 22 de febrer va morir sense prendre'n possessió. Va ser enterrat a Alcalá de Henares, a la Iglesia Magistral de los Santos Justo y Pastor.

## Tasca cultural

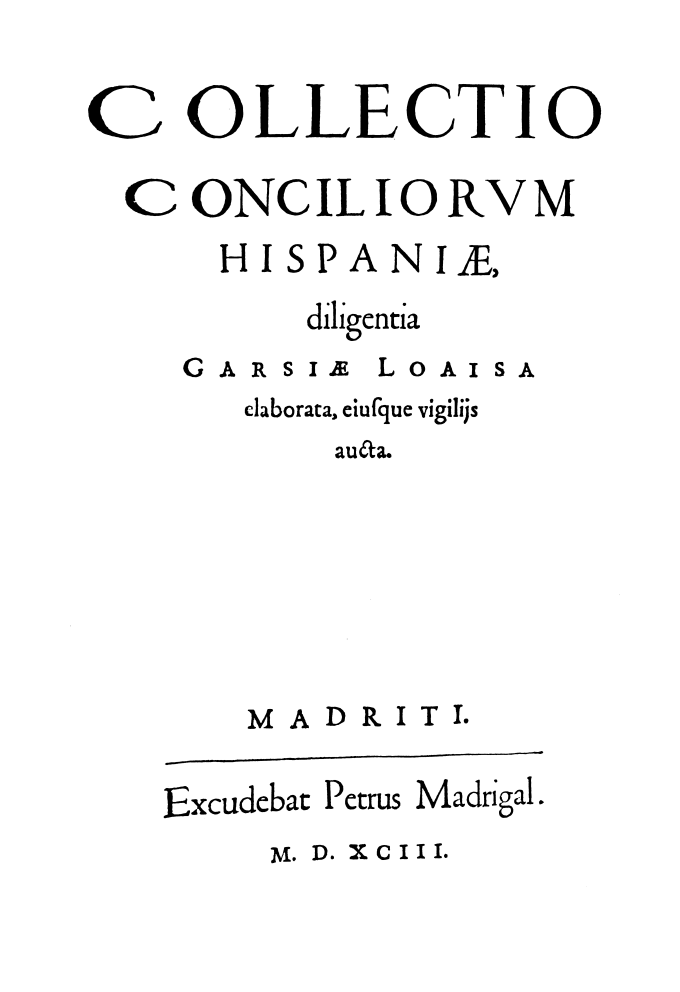
Portada del Collectio Conciliorum Hispaniae (Madrid, 1593)

Durant tota la seva vida, García de Loaysa va ser aficionat a la lectura i, a més, va amassar fins a 3000 volums en la seva biblioteca, part de la qual l'adquirí a la mort del cardenal de Burgos Francisco de Mendoza y Bobadilla; va comptar amb bibliotecari propi, Pedro Pontín, un humanista flamenc i professor de grec a la Universitat de Toledo. A la seva mort, l'hereten els seus nebots, passant a la següent generació a l'Orde de Santiago i, després, per cessió al convent dominic de Sant Vicent Ferrer de Plasència el 1650, passant definitivament a la Col·lecció Reial.
A banda de la seva vessant bibliòfila, quan García Loaysa ja era ardiaca de Guadalajara, va iniciar una de les seves majors obres, el Collectio Conciliourm Hispaniae, obra capital sobre els sínodes eclesiàstics celebrats a Espanya, que va ser impresa el 1593. Va col·laborar en l'edició de les obres de Sant Isidor de Sevilla, costejades per Felip II, i també en la reforma del Decret de Gracià a petició de Gregori XIII, amb les seves aportacions presentades el 1582.